# Ebrei per Gesù
Ebrei per Gesù (Jews for Jesus) è un'organizzazione evangelizzatrice cristiana statunitense dedita soprattutto al proselitismo, avendo come scopo la conversione al cristianesimo di coloro che professano l'ebraismo.
Il carattere cristiano del gruppo è confermato da varie testimonianze: il pastore battista Lev Leigh (che ha fatto parte degli Ebrei per Gesù) della Hope Baptist Church di Richmond in California dichiara che Durante il mio periodo con la missione, mi sono reso conto che Ebrei per Gesù è un ministero cristiano (o messianico, se preferite) con una passione per la buona novella su Gesù...
Nel documento Reflections on Covenant and Mission i vescovi cattolici statunitensi affermano che le campagne dirette alla conversione degli ebrei al cristianesimo non sono più teologicamente accettabili nella Chiesa Cattolica. Questo documento è stato visto come un attacco da parte della stessa organizzazione che ha replicato affermando tra l'altro di essere in sostanza un gruppo cristiano: ... Ebrei per Gesù e altri gruppi cristiani che rimangono fedeli all'unicità di Cristo.
In un articolo del Christian Post di New York del 6 luglio 2006, gli Ebrei per Gesù vengono definiti un gruppo cristiano: vestiti con camicie colorate con grandi scritte identificative del loro gruppo cristiano, gli Ebrei per Gesù si sono mantenuti all'altezza della città che non dorme mai distribuendo ai passanti decine di migliaia di stampati informativi e promuovendo la loro campagna evangelizzatrice "Behold your God" attraverso un ampio spettro di mezzi di comunicazione di massa.